# ماذن (مبين)

تعديل مصدري - تعديل

ماذن هي إحدى قرى عزلة الجبر بمديرية مبين التابعة لمحافظة حجة، بلغ تعداد سكانها 392 نسمة حسب تعداد اليمن لعام 2004.